# Nidhhi Agerwal
Nidhhi Agerwal (Haiderabad, 17 augustus 1993) is een Indiaas actrice die voornamelijk in de Telugu,- en Tamil filmindustrie actief is.

## Biografie
Agerwal maakte haar debuut in 2017 met de Hindi film Munna Michael, hoewel de film van critici gemengde tot negatieve recensies ontving leverde het haar wel de Zee Cine Award voor beste vrouwelijke debuut op. Ze speelde ook een rol in de veelgeprezen Telugu film iSmart Shankar (2019).

## Filmografie

### Films
| Jaar | Film                  | Rol            | Taal   | Opmerking            |
| ---- | --------------------- | -------------- | ------ | -------------------- |
| 2017 | Munna Michael         | Deepika Sharma | Hindi  |                      |
| 2018 | Savyasachi            | Chitra         | Telugu |                      |
| 2019 | Mr. Majnu             | Nikitha        | Telugu |                      |
| 2019 | iSmart Shankar        | Dr. Sarah      | Telugu |                      |
| 2021 | Eeswaran              | Poongodi       | Tamil  |                      |
| 2021 | Bhoomi                | Shakthi        | Tamil  | Disney+ Hotstar film |
| 2022 | Hero                  | Subhadra       | Telugu |                      |
| 2022 | Kalaga Thalaivan      | Mythili Prasad | Tamil  |                      |
| 2025 | Hari Hara Veera Mallu | Panchami       | Telugu |                      |

### Videoclips
| Jaar | Nummer                   | Zanger         |
| ---- | ------------------------ | -------------- |
| 2019 | Unglich Ring Daal De     | Jyotica Tangri |
| 2019 | AAHO! Mittran Di Yes Hai | Badshah        |
| 2021 | Saath Kya Nibhaoge       | Altaf Raja     |